# Lillesjön (Holsljunga socken, Västergötland, 637168-132861)
Lillesjön är en sjö i Svenljunga kommun i Västergötland och ingår i Viskans huvudavrinningsområde.